# Premio Tenco

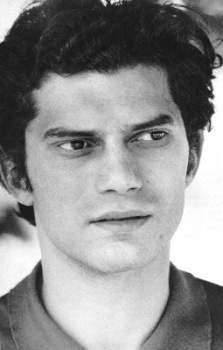
Luigi Tenco (1938-1967), al quale è intitolato il premio.

Il Premio Tenco è un premio musicale italiano.

## Descrizione
Si tratta di uno dei più importanti riconoscimenti musicali italiani, assegnato annualmente, dal 1974, in occasione della Rassegna della canzone d'autore di Sanremo organizzata dal Club Tenco. Il nome del premio, che è nel tempo divenuto sinonimo dell'intera rassegna, è in omaggio al cantautore Luigi Tenco.
Il Premio Tenco è un riconoscimento alla carriera di artisti che hanno dato apporto significativo alla canzone d'autore in Italia e, specie nelle edizioni iniziali, all'estero. Due le tipologie, quella per cantautori e quella per "operatori culturali". Dal 1997 al 2010 è stato creato anche il Premio "Siae / Club Tenco" all'autore emergente, per valorizzare i giovani talenti, e dal 2006 al 2010 il Premio "I suoni della canzone", assegnato a strumentisti e arrangiatori.
All'interno della rassegna (al di fuori della rassegna dal 2011 al 2014) vengono inoltre premiati, con la prestigiosa Targa Tenco, i migliori dischi dell'anno da una giuria specializzata che è la più ampia e rappresentativa tra quelle delle analoghe manifestazioni italiane (oltre 200 i giurati).

## Edizioni
| Anno | Trasmissione televisiva | Trasmissione televisiva | Trasmissione televisiva        | Trasmissione televisiva | Fonti |
| Anno | Data                    | Rete tv                 | Conduttore/i                   | Messa in onda           | Fonti |
| ---- | ----------------------- | ----------------------- | ------------------------------ | ----------------------- | ----- |
| 1981 | 28 giugno 1981          | Rai 3                   |                                | Seconda serata          |       |
| 1983 | 3 luglio 1983           | Rai 2                   | Antonio Silva                  | Pomeriggio              | [ 2 ] |
| 1986 | 24 agosto 1986          | Rai 2                   |                                | Seconda serata          |       |
| 1990 | 14 novembre 1990        | Rai 2                   | Fabrizio Zampa                 | Seconda serata          |       |
| 1993 | 31 ottobre 1993         | Rai 2                   |                                | Seconda serata          |       |
| 1994 | 3 ottobre 1994          | Rai 2                   |                                | Seconda serata          | [ 3 ] |
| 1995 | 29 ottobre 1995         | Rai 2                   |                                | Seconda serata          |       |
| 2018 |                         |                         | Antonio Silva e Morgan         |                         |       |
| 2019 |                         |                         | Antonio Silva e Morgan         |                         |       |
| 2020 | 28 dicembre 2020        | Rai 3                   | Gino Castaldo e Pino Strabioli | Seconda serata          | [ 4 ] |
| 2021 | 6 dicembre 2021         | Rai 2                   | Massimo Cotto                  | Seconda serata          | [ 5 ] |
| 2022 | 7 gennaio 2023          | Rai 1                   | Antonio Silva e Morgan         | Seconda serata          | [ 6 ] |
| 2023 | 3 gennaio 2024          | Rai 1                   | Antonio Silva e Paolo Hendel   | Seconda serata          | [ 7 ] |

## Vincitori

### Premio Tenco per cantautore (carriera)
- 1974 – Léo Ferré, Sergio Endrigo, Giorgio Gaber, Domenico Modugno, Gino Paoli[8]
- 1975 – Vinícius de Moraes, Fausto Amodei, Umberto Bindi, Fabrizio De André, Francesco Guccini, Enzo Jannacci[9]
- 1976 – Georges Brassens[10]
- 1977 – Jacques Brel[11]
- 1978 – Leonard Cohen[12]
- 1979 – Lluís Llach[13]
- 1980 – Atahualpa Yupanqui[14]
- 1981 – Chico Buarque de Hollanda, Ornella Vanoni[15]
- 1982 – Arsen Dedić[16]
- 1983 – Alan Stivell, Paolo Conte, Giovanna Marini, Roberto Vecchioni[17]
- 1984 – Colette Magny[18]
- 1985 – Silvio Rodríguez, Dave Van Ronk[19]
- 1986 – Tom Waits, Joan Manuel Serrat[20]
- 1987 – N/A
- 1988 – Joni Mitchell[21]
- 1989 – Randy Newman[22]
- 1990 – Caetano Veloso[23]
- 1991 – Charles Trenet[24]
- 1992 – N/A
- 1993 – Vladimir Semënovič Vysockij (postumo)[25]
- 1994 – Pablo Milanés[26]
- 1995 – Sérgio Godinho[27]
- 1996 – Renato Carosone[28]
- 1997 – Jackson Browne[29]
- 1998 – Elvis Costello[30]
- 1999 – Bruce Cockburn, Zülfü Livaneli[31]
- 2000 – Nick Cave, Rickie Lee Jones[32]
- 2001 – Laurie Anderson, Luis Eduardo Aute[33]
- 2002 – Donovan, Gilberto Gil[34]
- 2003 – Eric Andersen, Patti Smith[35]
- 2004 – Peter Hammill[36]
- 2005 – John Cale, Khaled[37]
- 2006 - Willy DeVille, Bruno Lauzi[38]
- 2007 – Jacques Higelin[39]
- 2008 – Milton Nascimento[40]
- 2009 – Franco Battiato, Angélique Kidjo[41]
- 2010 – Paul Brady[42]
- 2011 – Luciano Ligabue, Jaromír Nohavica[43]
- 2012 – Frank London & The Klezmatics[44]
- 2013 – Robyn Hitchcock [45]
- 2014 – José Mário Branco, David Crosby, Maria Farantouri, Plastic People of the Universe, John Trudell[46]
- 2015 – Francesco Guccini, Jacqui McShee[47]
- 2016 – Otello Profazio, Stan Ridgway[48]
- 2017 – Vinicio Capossela[49]
- 2018 – Zucchero Fornaciari, Salvatore Adamo[50]
- 2019 – Pino Donaggio, Gianna Nannini, Eric Burdon[51]
- 2020 – Vasco Rossi, Sting[52]
- 2021 – Mogol, Fiorella Mannoia, Vittorio De Scalzi, Paolo Pietrangeli, Enrico Ruggeri, Stefano Bollani, Marisa Monte[53][54]
- 2022 – Alice, Claudio Baglioni, Angelo Branduardi, Fabio Concato, Jurij Julianovič Ševčuk, Giorgio Conte, Bénabar, Michael McDermott[55]
- 2023 – Carmen Consoli, Eugenio Finardi, Ron, Tom Zé
- 2024 – Edoardo Bennato, Mimmo Locasciulli, Samuele Bersani, Teresa Parodi

### Premio Tenco per operatore culturale
- 1974 – Nanni Ricordi[8]
- 1975 – Michele L. Straniero[9]
- 1976 – Filippo Crivelli[10]
- 1977 – Dario Fo[11]
- 1978 – Roberto Roversi[12]
- 1979 – Roberto De Simone[13]
- 1980 – Giancarlo Cesaroni[14]
- 1981 – Giorgio Calabrese[15]
- 1982 – Roberto Murolo[16]
- 1983 – Sergio Bardotti[17]
- 1984 – Paolo Poli[18]
- 1985 – Bulat Okudžava[19]
- 1986 – Susana Rinaldi[20]
- 1987 – N/A
- 1988 – N/A
- 1989 – Žanna Bičevskaja[22]
- 1990 – Antônio Carlos Jobim[23]
- 1991 – Milva[24]
- 1992 – N/A
- 1993 – N/A
- 1994 – Virgilio Savona[26]
- 1995 – Cesária Évora, Cheikha Rimitti[27]
- 1996 – Lowell Fulson[28]
- 1997 – Paddy Moloney[29]
- 1998 – Roger McGuinn[30]
- 1999 – Mercedes Sosa[31]
- 2000 – Ute Lemper, Franco Lucà[32]
- 2001 – Meri Lao[33]
- 2002 – Arto Lindsay, Enrique Morente[34]
- 2003 – Jane Birkin, Maria Del Mar Bonet[35]
- 2004 – Dulce Pontes[36]
- 2005 – Fernanda Pivano[37]
- 2006 – Gianfranco Reverberi, Noa[38]
- 2007 – Marianne Faithfull[39]
- 2008 – Joan Molas[40]
- 2009 – Horacio Ferrer[41]
- 2010 – Amancio Prada, Roberto "Freak" Antoni[42]
- 2011 – Mauro Pagani[43]
- 2012 – Alessandro Portelli[44]
- 2013 – Garland Jeffreys, Cui Jian[45]
- 2014 – Gianni Minà[46]
- 2015 – Guido De Maria[47]
- 2016 – Sergio Staino[48]
- 2017 – Massimo Ranieri, Camané[49]
- 2018 – Carlo Petrini[50]
- 2019 – Franco Fabbri[51]
- 2020 – Vincenzo Mollica[52]
- 2021 – Pere Camps[53][54]
- 2022 – Giancarlo Governi, Gualtiero Bertelli[55]
- 2023 – Renzo Arbore
- 2024 – Caterina Caselli

### Premio Club Tenco all'autore o interprete emergente (in collaborazione con SIAE o IMAIE)
- 1997 – Sergio Cammariere (in collaborazione con l'IMAIE)
- 1998 – Funambolici Vargas
- 1999 – Davide Van de Sfroos
- 2000 – Cristina Donà
- 2001 – Chiaroscuro
- 2002 – Luca Faggella
- 2003 – Nicola Costanti
- 2004 – Stefano Vergani (in collaborazione con l'IMAIE)
- 2005 – Farabrutto
- 2006 – Maler
- 2007 – Giovanni Block
- 2008 – Banda Elastica Pellizza
- 2009 – Edgardo Moia Cellerino
- 2010 – Brunori Sas
- 2011 – N/A
- 2012 – N/A
- 2013 – N/A
- 2014 – N/A
- 2015 – Giovanni Truppi
- 2016 – Gianluca Secco
- 2017 – N/A
- 2018 – Francesco Motta
- 2019 – Fulminacci
- 2020 – Paolo Jannacci
- 2021 – Madame
- 2022 – Ditonellapiaga
- 2023 – Daniela Pes

### Premio "I suoni della canzone"
- 2006 – Ellade Bandini
- 2007 – Beppe Quirici
- 2008 – Jimmy Villotti
- 2009 – Juan Carlos Biondini
- 2010 – Fausto Mesolella
- 2011 – N/A
- 2012 – N/A
- 2013 – N/A
- 2014 – N/A
- 2015 – Armando Corsi
- 2016 – N/A
- 2017 – N/A
- 2018 – N/A
- 2019 – Gaetano Curreri
- 2020 – N/A
- 2021 – Gianni Coscia[53]
- 2022 – N/A
- 2023 – N/A
- 2024 – Tullio De Piscopo

### Premio "Group Yorum"
- 2020 – Ramy Essam
- 2021 – Aron Molnàr
- 2022 – N/A
- 2023 – Aeham Ahmad
- 2024 – Toomaj Salehi

### Premio Tenco speciale
- 2022 – Ornella Vanoni

### Premio SIAE
- 2023 – Enzo Jannacci
- 2024 – Ivan Graziani